# 아침고요수목원

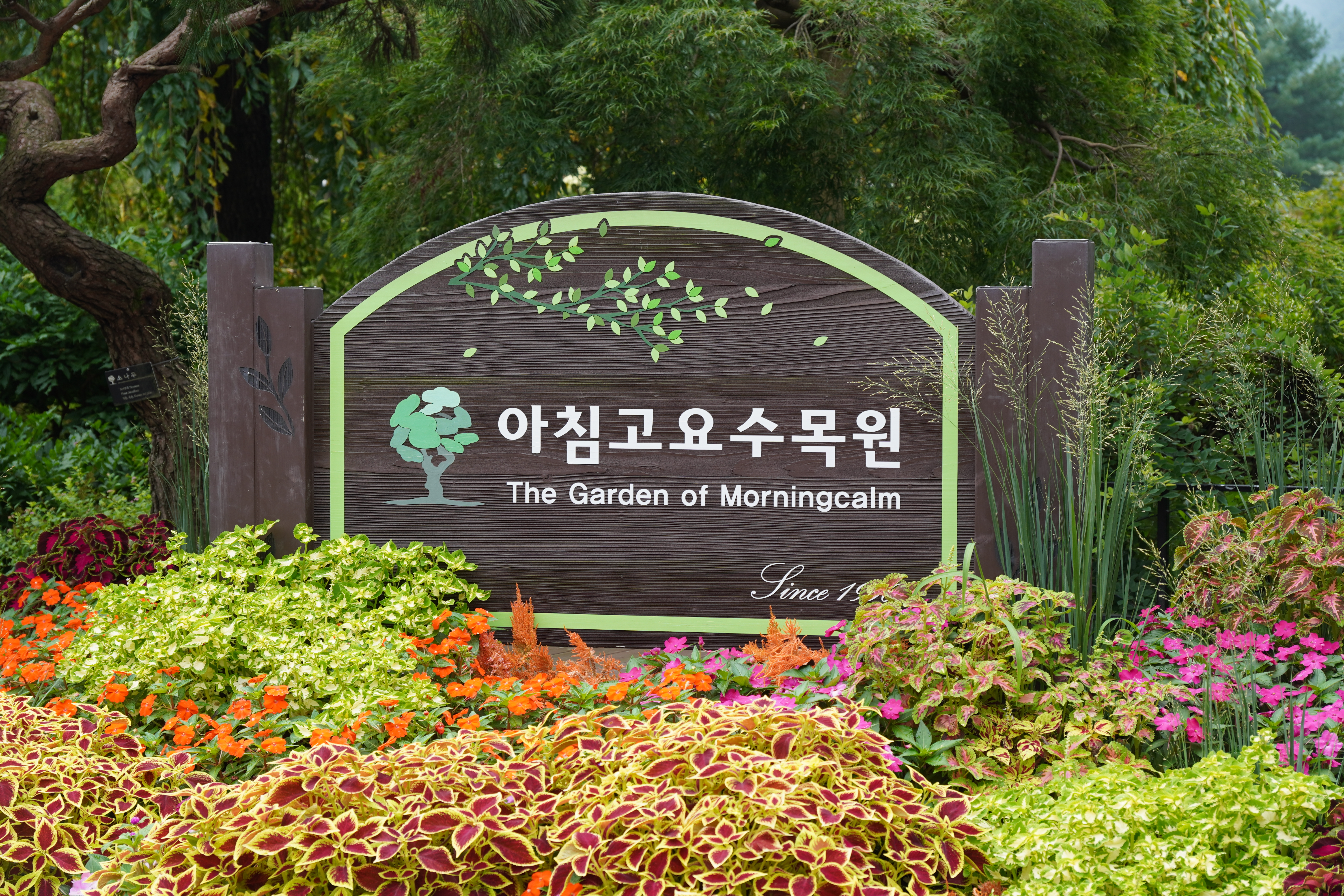
아침고요수목원 간판

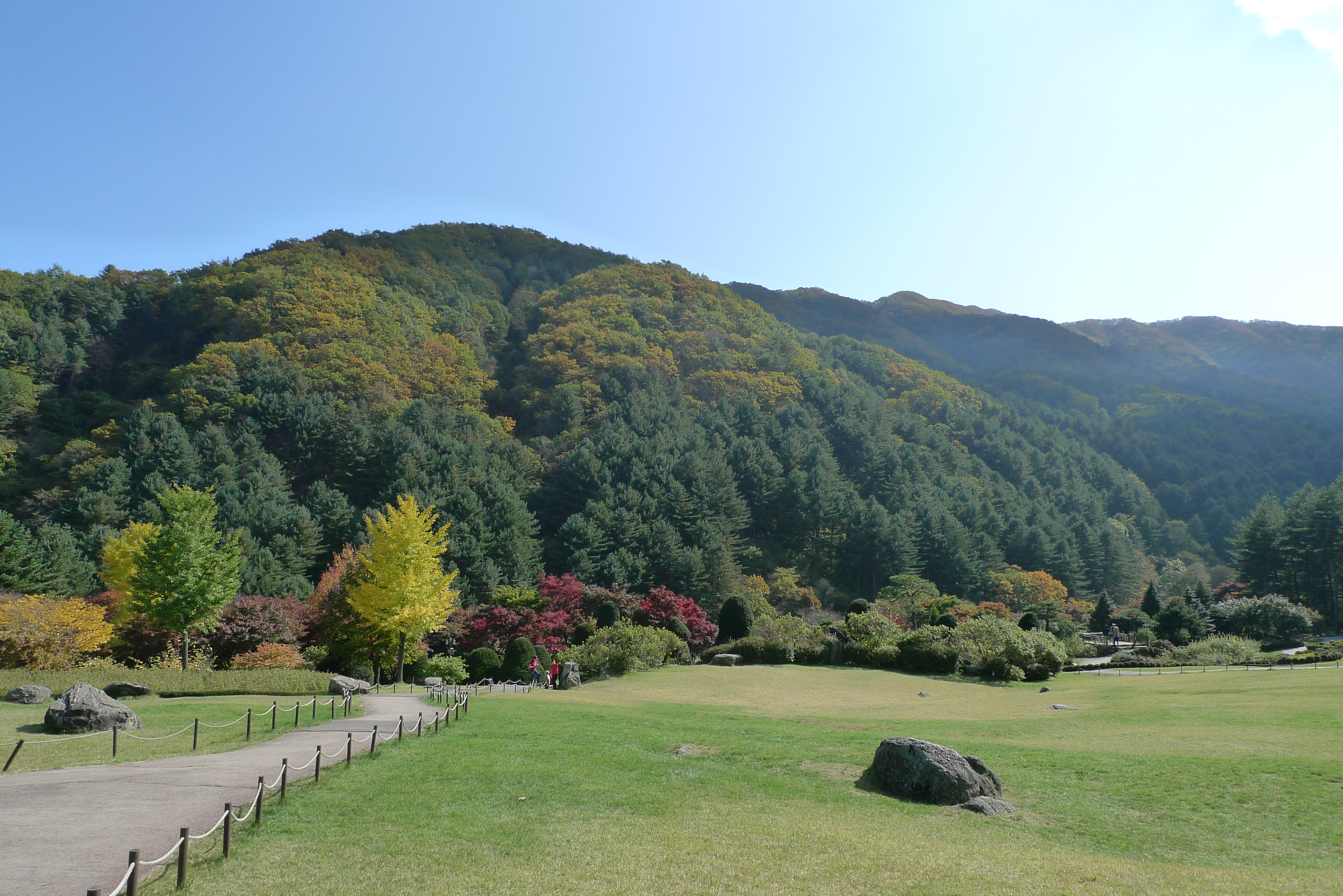
아침고요수목원

아침고요수목원(The Garden of Morning Calm)은 경기도 가평군에 위치하여 10만평의 넓이에 총 4,500여종의 식물을 보유하고 있는 원예수목원이다.
1996년 5월, 삼육대학교 원예학과 교수인 한상경교수가 직접 설계하고 조성하였으며, 경기도 가평군 상면 행현리 축령산(879m)에 위치하고 있다. 넓이는 약 10만평 정도이며 산지형 수목원이다. 이름은 한국이 '고요한 아침의 나라'이라 불리는 데서 비롯되었는데, 계절별, 주제별로 한국의 미를 느낄 수 있도록 조성되었다. 잣나무나 구상나무, 주목 등이 있는 침엽수정원, 한반도 모양으로 조성되어 하경전망대에서 내려다 볼 수 있는 하경정원과 한국정원, 허브정원, 하늘길, 하늘정원, 달빛정원, 분재정원, 석정원, 비밀의정원, 야생화정원, 아이리스정원, 능수정원, 무궁화동산, 고향집정원 등 20개의 주제정원으로 구성되어 있다. 이 밖에 시가 있는 산책로, 탑골, 선녀탕, 천년향 등 여러 공간도 포함하고 있다. 총 4,500여종의 식물을 보유하고 있으며 야생화정원에는 750여종, 아이리스정원에는 한국 최다인 800여종, 무궁화동산에 무궁화 200여종, 한국정원에 목단 38종의 품종을 보유하고 있다.
영화 《편지》의 배경이 되었으며, 관광지 및 각종 촬영의 명소로도 각광받고 있다.

## 갤러리

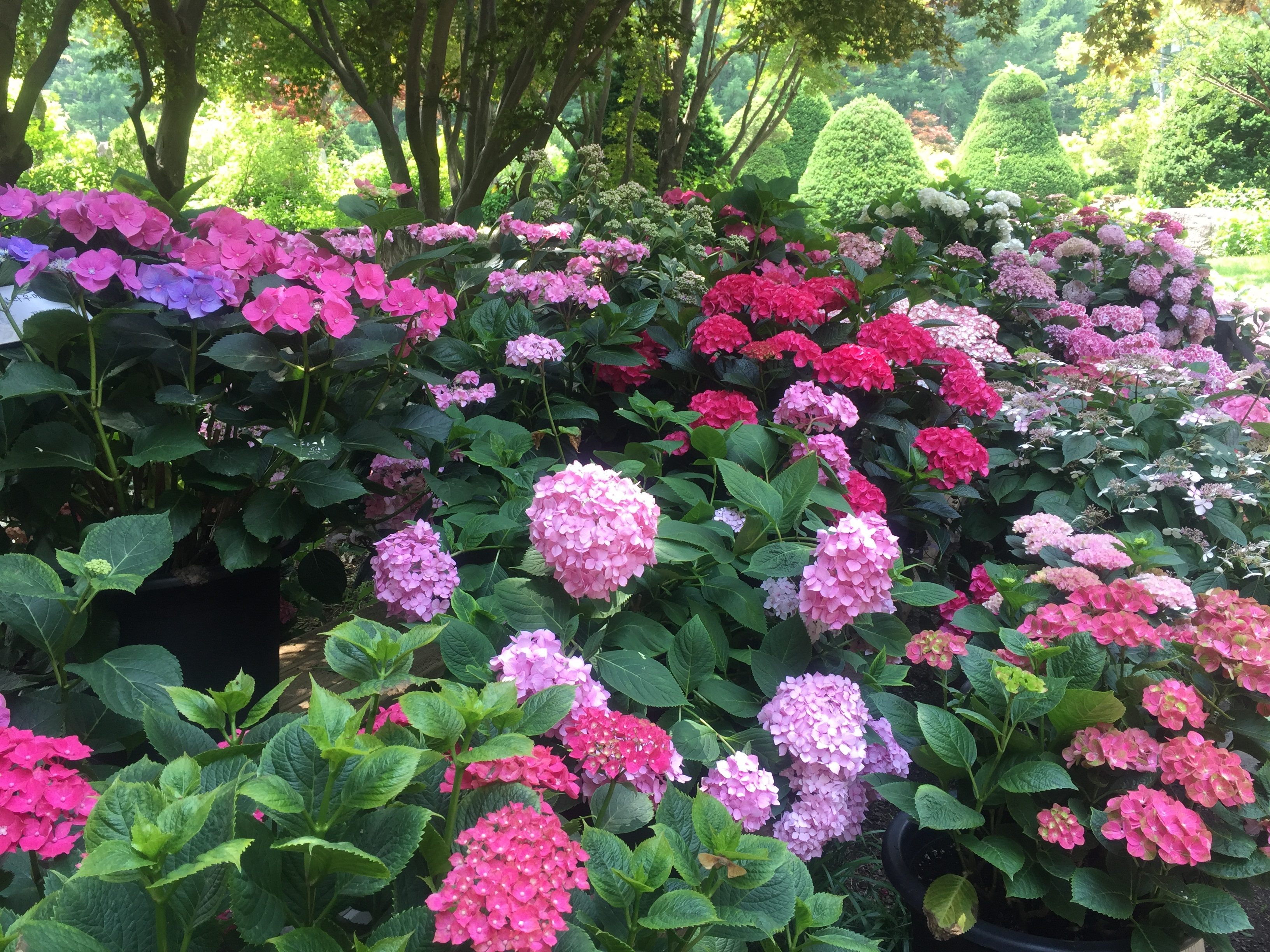
아침고요수목원 수국축제
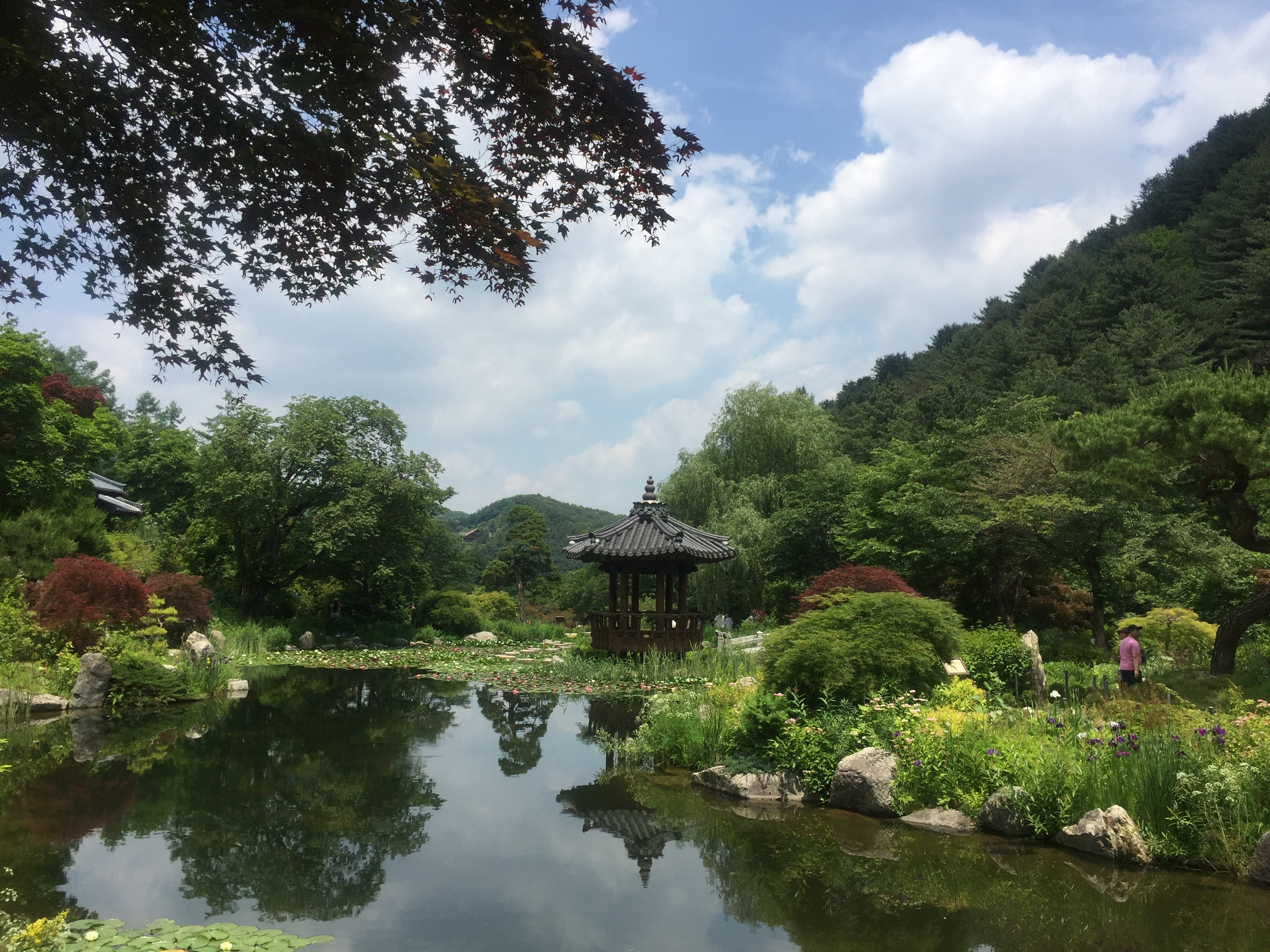
아침고요수목원 서화연

## 참고 자료
- 임현각, 편집. (2002년 6월 15일). 《전국여행 슈퍼정보》 초판. 서울: (주)교학사. 12쪽.
- 유연태 (2005년 5월 20일). 《서울근교여행》 초판. 서울: 넥서스BOOKS. 144쪽.

## 촬영 장소
- 《웃어라 동해야》
- 《왕가네 식구들》
- 《구르미 그린 달빛》
- 《학교 2017》
- 《황금빛 내 인생》
- 《저글러스》
- 《퍼퓸》
- 《본 어게인》
- 《동상이몽 금발이 너무해》